# 蘇原村
蘇原村（そはらむら）は、かつて岐阜県加茂郡に存在した村である。
現在の加茂郡白川町の南東部であり、白川の支流である赤川沿いの地域である。

## 歴史
- 平安時代から安土桃山時代まで、この地域は蘇原荘であった。
- 江戸時代末期、この地域は美濃国加茂郡であり、苗木藩領であった。
- 1875年（明治8年） - 犬地村と上田村が合併し、三川村となる。
- 1889年（明治22年）7月1日 - 切井村、赤河村、三川村が合併し、蘇原村となる。
- 1956年（昭和31年）9月30日 - 白川町、佐見村、黒川村、蘇原村が合併して白川町となる。

## 学校
- 蘇原村立赤河小学校
- 蘇原村立三川小学校
- 蘇原村立切井小学校
- 蘇原村立蘇原中学校
  - 切井分校